# Tatort: Falsches Leben
Falsches Leben ist eine Folge der deutschen Fernsehkrimireihe Tatort aus dem Jahr 2009. Der Film des Mitteldeutschen Rundfunks mit dem Leipziger Ermittlerduo Saalfeld und Keppler wurde am 6. Dezember 2009 erstmals im Ersten ausgestrahlt. In dieser 748. Tatort-Folge und dem sechsten gemeinsamen Fall haben die Ermittler einen Todesfall nach einer Brandstiftung zu klären und müssen erleben, wie der Tatverdächtige am Ende selbst ermordet wird.

## Handlung
In einem Leipziger Jugendzentrum proben die Jugendlichen an einem Theaterstück. Dabei geraten Mischa Celinski und der geistig etwas behinderte Ulf Meinert massiv aneinander. Erzürnt über Mischa leiht er sich von seinem Gartennachbarn eine Axt und will sich rächen. Da er weiß, dass Mischa oft im Jugendzentrum übernachtet, dringt er dort ein.
In dieser Nacht brennt das Jugendzentrum nieder und Ulf Meinert wird in den Trümmern tot aufgefunden. Saalfeld und Keppler ermitteln, ob ein Mord- oder Unglücksfall vorliegt. Aufgrund der durch den Brand verursachten Baufälligkeit soll das Jugendzentrum nun abgerissen werden. Als bereits die Bagger anrücken, demonstrieren die Jugendlichen gegen das Vorhaben, das vom Besitzer Ludwig Kleeberg angeordnet wurde. Der erscheint persönlich mit seiner Tochter am Ort des Geschehens und gibt an, dass er die Auflage der Stadt zum Abriss des Gebäudes hätte. Von der Jugendbetreuerin Sybille Schäfer erfährt Saalfeld allerdings, dass Nadja Kleeberg schon vor drei Wochen aufgetaucht war, um mitzuteilen, dass sie den Mietvertrag kündigen wird. Es soll ein Supermarkt auf dem Gelände gebaut werden. Sybille Schäfer berichtet den Ermittlern auch von dem Vorfall zwischen Ulf und Mischa. Als sie mit Celinski reden wollen, ergreift dieser zunächst die Flucht, wird aber gestellt. Er sagt aus, die Brandnacht nicht im Jugendzentrum geschlafen zu haben, was er sonst tat, wenn es zu Hause mal nicht so lief. Sein Boxtrainer Norbert Zirner bestätigt ihm sein Alibi.
Während Saalfeld Celinski für den Mörder hält, konzentriert sich Keppler auf Nadja Kleeberg. Die Aussicht auf den Verkauf des Grundstücks würde ihren finanziellen Engpass vorerst beenden. Mit einem Trick können sie Celinski dazu bewegen, zuzugeben, dass er in der Brandnacht nicht bei Zirner war. Das bedeutet, dass auch Zirner, der sich immer mehr in den Fall verstrickt, kein Alibi hat.
So stellt sich nach und nach heraus, dass Zirner früher Polizist und genau wie Ludwig Kleeberg 1968 in die Ereignisse rund um die Leipziger Paulinerkirche verwickelt war. Die SED hatte die Universitätskirche 1968 sprengen lassen, wogegen im Vorfeld viele Leipziger Bürger demonstrierten. Die Sprengung konnten sie allerdings nicht verhindern und so wurden die Kunstgegenstände vorher aus der Kirche geschafft. Kleeberg war damals schon Antiquitätenhändler und beschaffte über die Koko Devisen für die DDR. Die Kunstgegenstände und Grabbeigaben aus der Kirche hatte er mit Zirners Hilfe illegal beiseitegeschafft. Aus dieser alten Verbindung heraus, aus der auch Zirner materiellen Vorteil genoss, hatte er diesen jetzt gebeten, das Jugendzentrum abzubrennen, damit er es nach dem warmen Abriss an die Supermarktkette verkaufen kann. Er wollte seiner Tochter nicht nur Schulden hinterlassen und hatte nicht geahnt, dass sich nachts jemand in dem Gebäude aufhalten würde.
Unter den Demonstrierenden von 1968 war auch die damals junge Theologiestudentin Hannah Wessel, die gegen die Sprengung kämpfte und verhaftet wurde. In der Haft wurde sie von Zirner misshandelt und gequält. Der Tote war ihr Sohn, den man ihr damals weggenommen hatte, da der Staat der Meinung war, dass sie mit ihrer politischen Einstellung nicht für die Erziehung eines Kindes geeignet sei. Er wuchs im Heim auf und nach 1990 gelang es ihr, die Vormundschaft für ihn zu bekommen. Als Hannah Wessel erfährt, dass Zirner ihren Sohn getötet hat, geht sie zu ihm. Da dieser sich gerade wegen eines Herzanfalls im Krankenhaus befindet, ist er gegen die Frau wehrlos und sie kann ihn erstechen. Da die Ermittler ebenfalls auf dem Weg zu Zirner sind und ihn nun tot vorfinden, verdächtigen sie sofort Hannah Wessel, da Keppler sie gerade im Krankenhaus gesehen hatte. Sie gehen zu ihr und sie gibt den Mord zu. Zirner war zum einen schuld, dass ihr Sohn nicht so war wie andere, und jetzt war er auch noch schuld, dass er sterben musste.

## Hintergrund
Die Dreharbeiten zu dieser Tatort-Folge erfolgten in Leipzig und der Umgebung von Leipzig. Aus Anlass des bevorstehenden 600-jährigen Bestehens der Universität Leipzig im Jahr 2009 wurde als Hintergrund die Leipziger Paulinerkirche und ihr Wiederaufbau gewählt.

## Rezeption

### Einschaltquoten
Die Erstausstrahlung von Falsches Leben am 6. Dezember 2009 wurde in Deutschland von 7,95 Millionen Zuschauern gesehen und erreichte einen Marktanteil von 21,6 % für Das Erste.

### Kritiken
Rainer Tittelbach von tittelbach.tv meint zu diesem Leipziger Tatort: „Die Liste der Mankos ist noch länger als die der Verdächtigen. Thekla Carola Wied spielt in den ersten Szenen viel zu großes Drama. Die Allerweltsdialoge und ungelenken Aufsager nerven und das verbale Saalfeld-Keppler-Genecke wirkt als Kontrastfarbe zum überkonstruierten Krimidrama wenig entlastend. […] Der Film hinterlässt so den Eindruck eines Stückwerks, weil es Gies nicht gelingt, das szenische Kleinklein atmosphärisch zu binden. Lieber lässt er die Schauspieler machen. Bei einem Allerweltsbuch ist das aber auch keine Hilfe.“
Kino.de beurteilt Falsches Leben positiv: „Die Komplexität der Handlung ist imposant: Auf faszinierende Weise lässt Andreas Pflüger die verschiedenen Lebenslinien einander immer wieder kreuzen. Trotzdem gelingt es dem großen Hajo Gies […] die Geschichte flüssig als Krimi zu erzählen. Allerdings wird die Inszenierung mehrfach leicht gebrochen. Ein hübscher Einfall ist beispielsweise das wiederholte Verschwinden der Historikerin, die sich ständig mitten im Gespräch mit Saalfelds Kollegen Keppler (Martin Wuttke) in Luft aufzulösen scheint. Originell sind auch die Dutzende von Mobiles, die Hannah Wessels Sohn aus den Deckeln von Konservendosen gebastelt hat. Randereignisse wie die regelmäßig ruppigen Zusammenstöße zwischen Saalfeld und diversen Jugendlichen oder zwei Kindern, die ihr mit Krachern und Wasserbomben allerlei Streiche spielen, sorgen zudem für eine reichlich raue Atmosphäre.“
Bei Filmstarts.de vergibt Thomas Ays vier von fünf möglichen Sternen. Er meint „"Tatorte" aus Leipzig bieten sich geradezu an, in der jüngeren, deutschen Geschichte und der der DDR zu wühlen. So auch in "Falsches Leben", das von Andreas Pflüger großartig geschrieben wurde. Der Autor schafft es geschickt, eine alte brisante Frage der DDR aufzugreifen und zu bearbeiten und gleichzeitig einen Mordfall zu kreieren, der mit der Vergangenheit eigentlich wenig zu tun hat – zumindest auf den ersten Blick. In Wahrheit werden interessante Fäden mit beiden Ebenen gesponnen.“
Bei den Tatort-fans.de fällt die Kritik verhalten aus: „Wie so oft bei den Folgen aus den neuen Bundesländern, bildet die Geschichte der ehemaligen DDR auch im Leipziger Tatort „Falsches Leben“ den Hintergrund der Story. Stasi-Verbrechen, Zwangsadoptionen, Kunstraub, alte Seilschaften und eine Kirchensprengung bilden das Gerüst für die Aufklärung eines Mordes, mit dem die Kommissare Eva Saalfeld und Andreas Keppler konfrontiert werden.“
Auch Feridun Zaimoglu bei Zeit.de äußert sich kritisch und meint: „Der Leipziger "Tatort" will von Verlierern in Ost und West erzählen. Leider opfert er seine Geschichte der Gefälligkeit: Läppisch und wenig dramatisch!“
Bei Quotenmeter.de empfindet Jürgen Kirsch „die Thematik gut gewählt und auch das Ende ist lobenswert“, doch er meint auch, dass: „mit den unterschiedlichen Geschichten jeweils ein eigenes Süppchen gekocht [wird]. […] Im Großen und ganz[en] fällt der Turm der eigentlichen Ermittlungsgeschichte in sich zusammen, weil er zu vielschichtig aufgebaut wurde. […][Dabei gibt] Simone Thomalla als Ermittlerin eine gute Figur, wirkt stets glaubwürdig und überzeugt sowohl im offenen Handgemenge als auch als kluge Ermittlerin, die die Verdächtigen gegeneinander ausspielt. […] Die Schwachstelle ist da eher das zu facettenreiche Drehbuch, da die vielen Nebengeschichten von dem eigentlichen Fall ablenken.“
Die Kritiker der Fernsehzeitschrift TV-Spielfilm meinen, dass sich der Krimi, verzettelt, „das Drehbuch [türmt] so viele interessante Themen aufeinander, dass die Story darunter zusammenbricht. Um spannend zu bleiben, ist sie außerdem viel zu steif erzählt.“

## Verweise
- Falsches Leben bei IMDb
- Falsches Leben auf den Internetseiten der ARD
- Falsches Leben bei Tatort-Fans.de